# Musique pour supermarché
Musique pour supermarché, también conocido como Music for Supermarkets, es un álbum de estudio de música electrónica instrumental creado por Jean-Michel Jarre en 1983.
Este disco es conocido porque se fabricó una copia del mismo y, posteriormente, se destruyeron todas las maquetas existentes ante un notario haciendo que la copia fuese única.

## Producción
En 1983 se le pidió al compositor francés que elaborase una música de fondo para una exhibición de arte ambientada en un supermercado, el Show Orrimbe. Jarre aceptó grabando Musique pour Supermarché (Music for Supermarkets) entre febrero y mayo de 1983. La exhibición, creada por unos jóvenes artistas y amigos, tuvo lugar en la galería Jean-Claude Riedel, entre el 2 de junio y el 30 de junio de 1983, y las obras de arte que se expusieron fueron subastadas posteriormente.
Inspirado por esto Jarre decidió que la música que acompañó a la exhibición podía ser una pieza única también. De ese modo Musique pour Supermarché se convirtió en una pieza única de una sola copia. En la cara interna del disco se muestran 11 fotografías polaroid que, paso a paso, muestran la elaboración del disco, dejando un hueco para que el propietario del álbum dejase su foto. 
La única copia del álbum se subastó en el Hotel Drouot el 6 de julio de 1983, por un total de 69.000 francos (10.500 euros). Tras la finalización de la exhibición las copias maestras fueron eliminadas ante un funcionario judicial francés, con el fin de certificar que no existirían nuevas copias. En algunos foros de internet, a fecha de 2007, se aseguró que el álbum ha cambiado de dueño dos veces.
Pocos días después de su venta, y antes de realizar la entrega del álbum, Jarre autorizó a la radio RTL a transmitir el álbum completo. En la misma transmisión, el propio Jarre señala Piratez Moi! ("¡Piratéame!", en español). En virtud de dicha grabación, en internet existe un bootleg del álbum, donde debido a que la transmisión se hizo en frecuencia AM, el sonido es pobre.
A la fecha de la producción de este álbum, Jarre ya producía su siguiente álbum de estudio Zoolook, de corte experimental e inspirado en el estilo de música concreta, lanzado en 1984. Los temas «Musique pour Supermarché, partie 4» y «Musique pour Supermarché, partie 6» son versiones tempranas de «Blah-Blah Café» y «Diva», respectivamente, ambos de Zoolook. Además de los anteriores, «Musique pour Supermarché, partie 2» sería luego reutilizado en la última parte del tema «Fifth Rendez-vous», del álbum Rendez-Vous de 1986.
En el álbum recopilatorio Planet Jarre de 2018, se incluye un tema llamado «Music For Supermarkets (Demo Excerpt)», el cual corresponde a «Musique pour Supermarché, partie 1».

## Pistas del álbum
| Lado A |                                       |       |          |  |
| N.º    | Título                                | Autor | Duración |  |
| 2.     | «Musique pour Supermarché, ouverture» | Jarre | 4:09     |  |
| 3.     | «Musique pour Supermarché, partie 1»  | Jarre | 2:19     |  |
| 4.     | «Musique pour Supermarché, partie 2»  | Jarre | 3:30     |  |
| 5.     | «Musique pour Supermarché, partie 3»  | Jarre | 2:17     |  |
| 6.     | «Musique pour Supermarché, partie 4»  | Jarre | 3:52     |  |
| 16:07  |                                       |       |          |  |

| Lado B |                                      |       |          |  |
| N.º    | Título                               | Autor | Duración |  |
| 8.     | «Musique pour Supermarché, partie 5» | Jarre | 5:53     |  |
| 9.     | «Musique pour Supermarché, partie 6» | Jarre | 3:59     |  |
| 10.    | «Musique pour Supermarché, partie 7» | Jarre | 3:52     |  |
| 13:44  |                                      |       |          |  |